# Gu Yu
Gu Yu (født 12. juni 1983) er en kinesisk amatørbokser, som konkurrerer i vægtklassen bantamvægt. Yu har ingen større internationale resultater og fik sin olympiske debut, da han repræsenterede Kina under Sommer-OL 2008. Her blev han slået ud i ottendedelsfinalen af Veaceslav Gojan fra Moldova i samme vægtklasse. Han deltog også i VM i 2007 i Chicago, USA hvor han kom til kvartfinalen.